# Větevníci
Větevníci (Scleractinia) je řád korálnatců vyznačujících se tím, že počet jejich ramen je dělitelný šesti. Poprvé jsou doloženi v období triasu. Větevníky postihla velká vlna vymírání již na konci období triasu před 201 miliony let.

## Charakteristika
Žijí převážně v mělkých teplých mořích. Patří mezi ně také samotářské druhy (např. turbinatka nebo houbovník), většinou však vytvářejí kolonie, které mohou mít až sto tisíc jedinců. Jejich pevné schránky obsahují uhličitan vápenatý a jsou základním stavebním materiálem korálových útesů. Mohou se rozmnožovat pohlavně i nepohlavně (pučením). Živí se planktonem. Častá je symbióza se zooxanthelami.
Známými zástupci jsou útesovník dutý nebo útesovník mozkovitý. Větevník dlanitý z oblasti Karibského moře mizí, protože nesnáší rostoucí kyselost mořské vody. Ohrožuje ho také tzv. nemoc bílých pruhů způsobená bakterií Serratia marcescens, která se do moře dostává s odpadní vodou.

## Podřízené taxony
Mezi větevníky patří asi 1500 druhů.
- podřád Archaeofungiina
- podřád Astrocoeniina
- podřád Caryophylliina
- podřád Dendrophylliina
- podřád Faviina
- podřád Fungiina
- čeleď Cunnolitidae
- čeleď Latomeandridae
- čeleď Lobophylliidae
- čeleď Montlivaltiidae
- čeleď Stylinidae[5]